# FishBase
FishBase – internetowa baza danych poświęcona rybom. Od wielu lat zawiera wiarygodne informacje dotyczące wszystkich opisanych gatunków (w sierpniu 2008 ok. 30 600), nazwy zwyczajowe w wielu językach (także polskim) i profesjonalne fotografie, a także słownik terminów ichtiologicznych, klucze do identyfikacji niektórych grup ryb oraz odnośniki do ponad 37 900 artykułów naukowych.
Ojcami-założycielami FishBase są dwaj amerykańscy ichtiolodzy, D. Pauly i R. Froese, którzy w 1988 roku opracowali pierwszą wersję zunifikowanej bazy danych napisanej w systemie DOS. Od 1996 baza danych jest ogólnodostępna w internecie; początkowo w języku angielskim, obecnie również w 14 innych językach. Na stronie FishBase można również nabyć CD z katalogiem ryb. Dzisiaj FishBase jest encyklopedią pisaną w całości przez naukowców. Na liście stałych współpracowników znajduje się ponad 1300 pracowników naukowych z całego świata. Do polityki autorów strony należy jednak nieprzyjmowanie prac oryginalnych.